# Megasema inalpina
Megasema inalpina là một loài bướm đêm trong họ Noctuidae.